# Người Yulu
Người Yulu là một dân tộc ở Cộng hòa Trung Phi, Cộng hòa Dân chủ Congo, Sudan và Nam Sudan. Họ nói tiếng Yulu, một ngôn ngữ Nin-Sahara. Dân số của dân tộc này là vài nghìn người.